# Углегорский троллейбус
Углегорский троллейбус — троллейбусная система в городе Углегорск Донецкой области. Открыта 8 июля 1982 года. Закрыта 12 августа 2014 года в связи с войной на Донбассе.

## Маршруты
- 1 Шахта «Углегорская» — Ж/Д вокзал — закрыт в 2003 году
- 2 Шахта «Углегорская» — посёлок Гагарина (с декабря 2011 года и вплоть до закрытия в 2014 году следовал как: Шахта «Углегорская» — посёлок Гагарина — Ж/Д вокзал — Шахта «Углегорская», без номера маршрута)

## История
С 10 ноября 1958 года по 28 июня 1980 года в городе эксплуатировался трамвай.
Но его было решено закрыть и пустить взамен троллейбус.
Троллейбусное движение в Углегорске было открыто 8 июля 1982 года троллейбусами ЗиУ-9 по маршруту № 1 Шахта «Углегорская» — Ж/Д вокзал. Тогда же открыто депо (переоборудовано из бывшего трамвайного). К моменту открытия в город были переданы 6 троллейбусов марки ЗиУ-682В (построенные в 1981 году), позже один троллейбус ЗиУ-682В [В00] 1986 года выпуска. В течение последующих лет эксплуатации новый подвижной состав в город не поступал, кроме служебного троллейбуса КТГ-1.
9 июня 1984 года построена новая линия по ул. Некрасова от поворота на вокзал до пос. Гагарина, пущен маршрут № 2 Шахта «Углегорская» — пос. им. Гагарина.
В 2003 году троллейбусный маршрут № 1 закрыт, но контактная сеть на отвилке к вокзалу сохранена и по ней, в случае аварии, оборачивается троллейбус маршрута № 2.
Позже контактная сеть на ЖД Вокзал была снята, но в 2011—2012 была восстановлена.
В эксплуатации находится около 10 км контактной сети, из которой 2 км — служебные.
В марте 2011 года из Киева в Углегорск переданы 2 троллейбуса ЮМЗ Т2 № 532 и 536.
В апреле 2012 года в Углегорск из Донецка были переданы еще 2 троллейбуса ЮМЗ Т2 № 2023 и 2028.
Нумерация троллейбусов сохранена.
С 01.11.13 в режиме «эксперимента» был выпущен разрывным (час пик)
графиком второй троллейбус, а с 01.12.13 дополнительная машина стала работать постоянно.
12 августа 2014 года движение троллейбусов было остановлено из-за боевых действий на неопределённый срок. Контактная сеть фактически разгромлена. Троллейбусы списаны в январе 2015 года.

## Подвижной состав
По состоянию на весну 2014 года единственный маршрут обслуживали 2 машины (из 4 имеющихся типа ЮМЗ Т2, с 2011 года).
Ранее были также ЗиУ-9, с 1982 по 2011 год (всего 7 машин, 2 из которых работали до 2011 года).
- ЗиУ-9 (фото 2007 г.)
- ЮМЗ Т2 2028
- ЮМЗ Т2 532